# Otero de Herreros
Otero de Herreros es un municipio y localidad española de la provincia de Segovia, en la comunidad autónoma de Castilla y León.
Se encuentra a unos 60 km al noroeste de Madrid y 15 km al suroeste de Segovia, en la vertiente septentrional de la sierra del Guadarrama, al pie del macizo de la Mujer Muerta. Le atraviesa la sierra de Quintanar.
Junto a la estación de ferrocarril se encuentra la urbanización Canalejas.
En su término municipal se encuentran los despoblados de Adrada del Otero, Herreros y Pedroso además de Adrada del Monte pudiendo (o no) ser el primero con otra denominación.

## Geografía

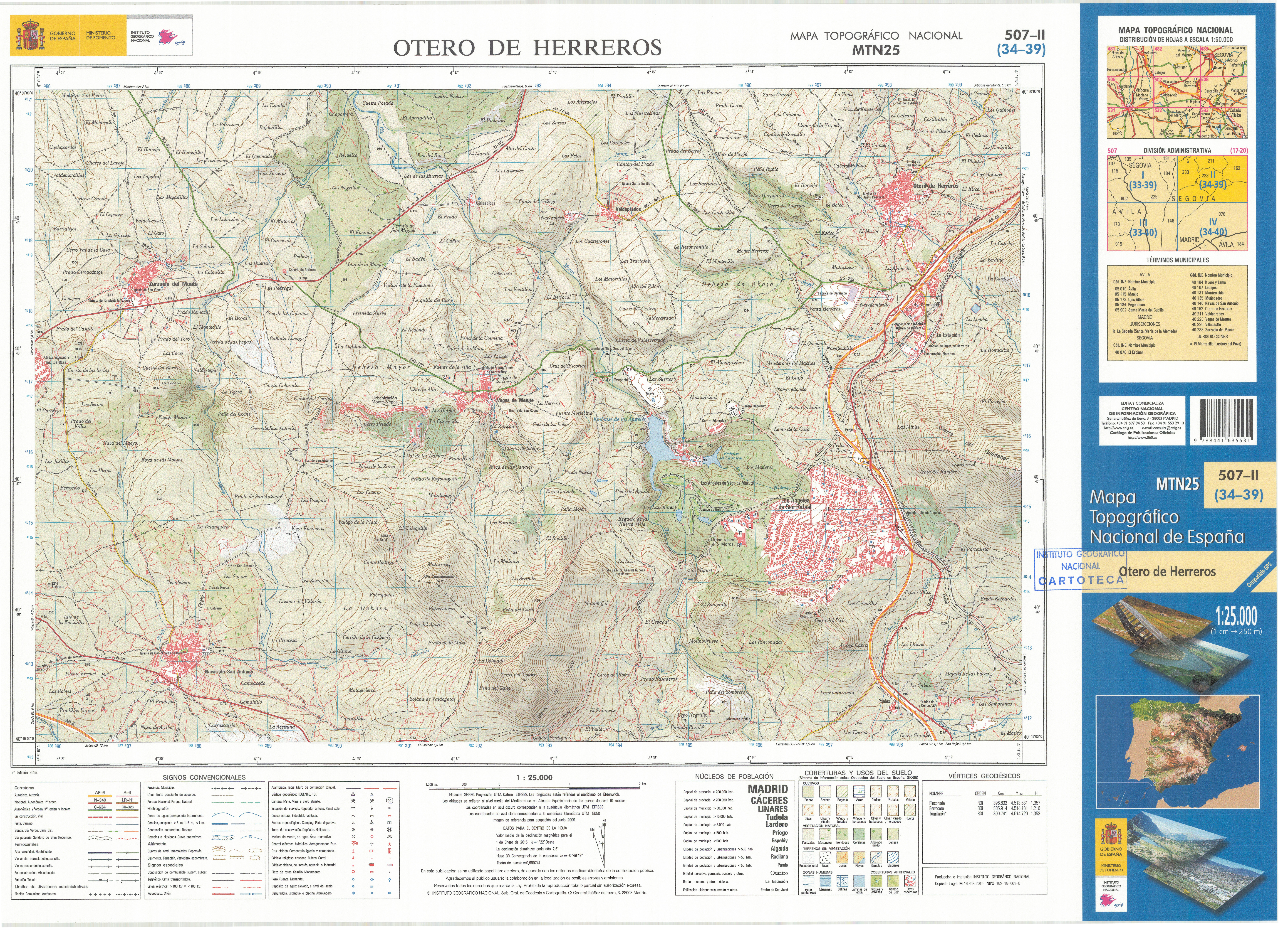
Fragmento de la hoja 507 del Mapa Topográfico Nacional de España de 2015 en el que se representa parte de Otero de Herreros

| Noroeste: Segovia         | Norte: Segovia  | Noreste: Ortigosa del Monte |
| Oeste: Valdeprados        |                 | Este: Ortigosa del Monte    |
| Suroeste: Vegas de Matute | Sur: El Espinar | Sureste: El Espinar         |

## Historia
Otero de Herreros nació como un barrio del desaparecido Ferreros (hierro en latín), antiguo pueblo cuyas ruinas aún se alzan en una desviación del camino a Valdeprados y que fue abandonado hacia finales del siglo XV. El nuevo pueblo fue localizado en un alto u otero y hace referencia a las personas que trabajan el metal, herreros. Se cree que ya en la época de los romanos se extraían y fundían metales en la comarca, hecho del que quedan aún rastros: emplazamientos de hornos de fundición, pozos, zanja principal, galería de desagüe y un gran escorial en el yacimiento próximo del Cerro de los Almadenes, donde hay constancia de minas de Nuestra Señara del Remedio en 1601 de cobre y de plata. Y la mina Madre de Dios, también de cobre y plata. En la zona de Escoriales, las minas de San Francisco y de Santa Catalina de Sena.
Pertenece desde su fundación al Sexmo de San Martín de la Comunidad de ciudad y tierra de Segovia.
En la Plaza Mayor del pueblo todavía se pueden ver clavados en sus esquinas los monolíticos quicios de granito, en los cuales se instalaban las tablazones, con los que se conformaba un coso para los encierros taurinos.
Durante el periodo comprendido entre el 25 de agosto de 1970 y el 28 de febrero de 1980 el municipio vecino de Ortigosa del Monte, estuvo incorporado al término municipal.

## Demografía
Cuenta con una población de 966 habitantes (INE 2024).
| Gráfica de evolución demográfica de Otero de Herreros entre 1842 y 2021 |
| |
| Población de derecho según los censos de población del INE. Población de hecho según los censos de población del INE.En 1970 crece el término del municipio porque incorpora a Ortigosa del Monte. En 1980 disminuye el término del municipio porque independiza a Ortigosa del Monte. |

## Administración y política
Lista de alcaldes
| Periodo   | Nombre                                                                     | Partido |
| --------- | -------------------------------------------------------------------------- | ------- |
| 1979-1983 | José Luis García García                                                    | AE      |
| 1983-1987 | Florencio García Rodríguez                                                 | PSOE    |
| 1987-1991 | Tomás Arribas del Barrio                                                   | AE      |
| 1991-1995 | José Luis de Prado de Andrés                                               | PSOE    |
| 1995-1999 | José Luis de Prado de Andrés                                               | PSOE    |
| 1999-2003 | José Luis de Prado de Andrés                                               | PSOE    |
| 2003-2007 | Mª Luisa Román San Valentín                                                | PSOE    |
| 2007-2011 | Ricardo Pérez Arribas                                                      | PP      |
| 2011-2015 | Ricardo Pérez Arribas                                                      | PP      |
| 2015-2019 | Meinardo Sanz Blasco                                                       | PP      |
| 2019-2023 | Meinardo Sanz Blasco                                                       | PP      |
| 2023-act. | Meinardo Sanz Blasco (2023 - enero 2025)Fuensanta de la Calle (enero 2025) | PP      |

## Transporte y comunicaciones

### Autobuses
Interurbanos
Cuenta con la línea regular VAC-246 de autobuses directos entre Segovia (estación de autobuses) y Madrid (intercambiador de Moncloa).
Metropolitanos

Plano del Transporte Metropolitano de Segovia

Otero forma parte de la red de transporte Metropolitano de Segovia que va recorriendo los distintos pueblos de la provincia.
| Línea | Trayecto                                                                              |
| ----- | ------------------------------------------------------------------------------------- |
| M9    | Otero de Herreros - Segovia (por Revenga, Las Navillas, La Losa y Ortigosa del Monte) |

### Ferrocarril
Media distancia

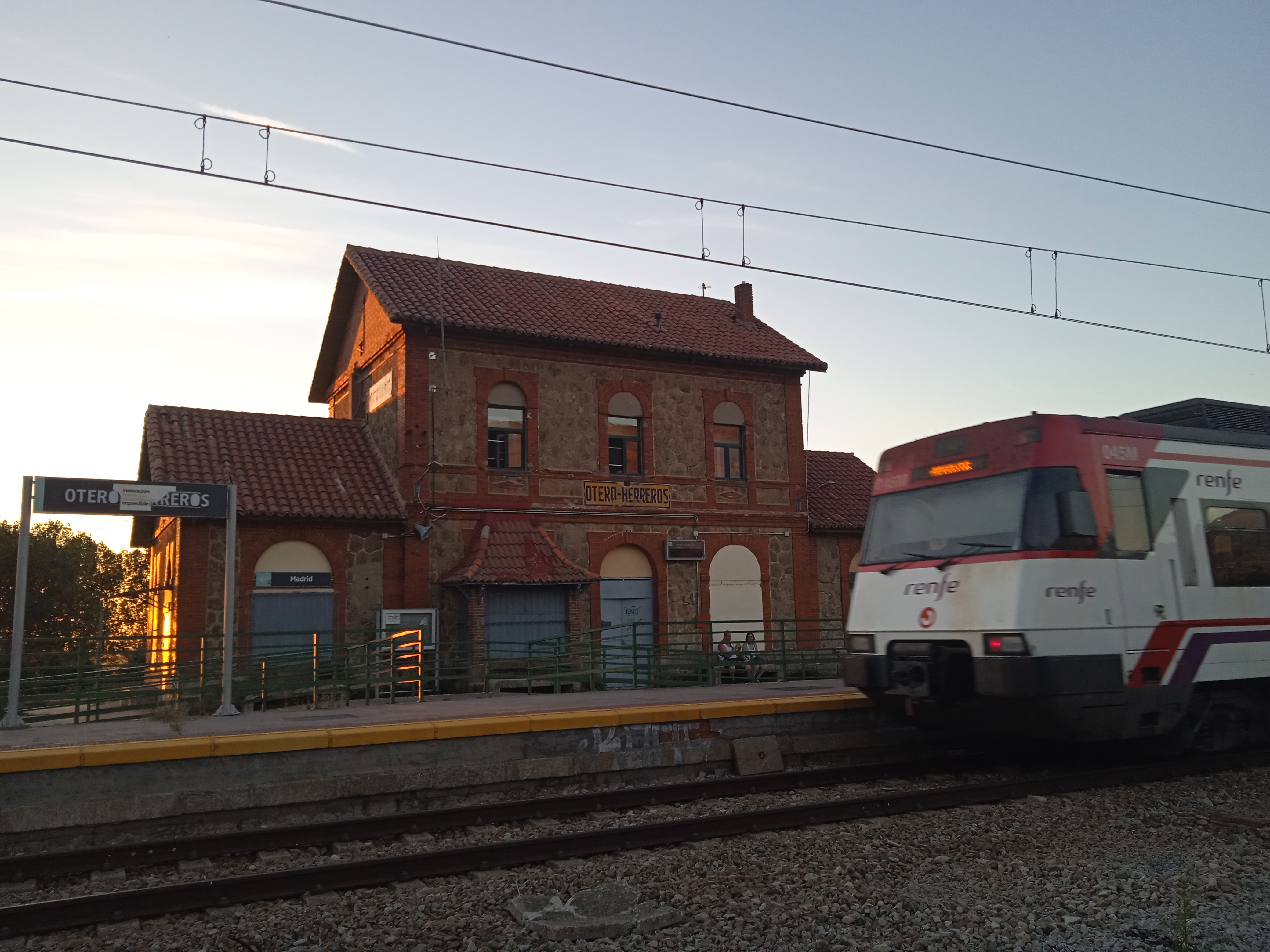
Salida del tren a la estación de Otero-Herreros

La estación de Otero-Herreros forma parte de la línea 53 de Media Distancia, que conecta Segovia, Madrid, Collado Villalba, Cercedilla y numerosos pueblos del sur de Segovia. Esta línea fue inaugurada el 29 de junio de 1888 aunque la estación es unos años posterior.

## Cultura

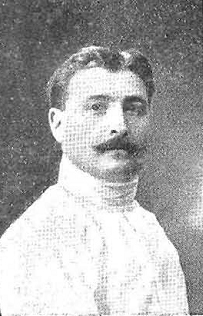
Retrato de Afrodisio Aparicio, obra de Christian Franzen, en las páginas de Nuevo Mundo, 1908

### Patrimonio

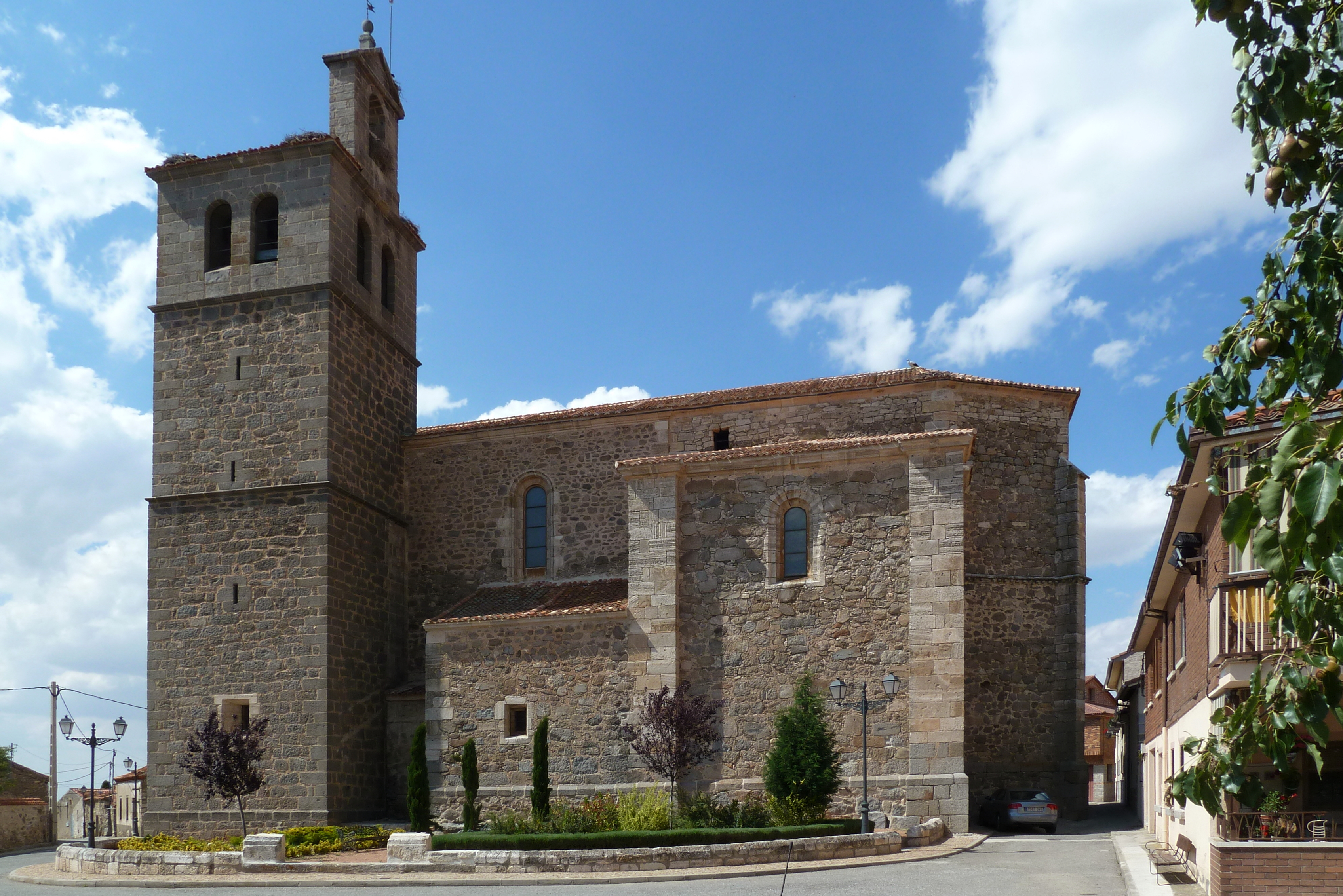
Iglesia Otero de los Herreros

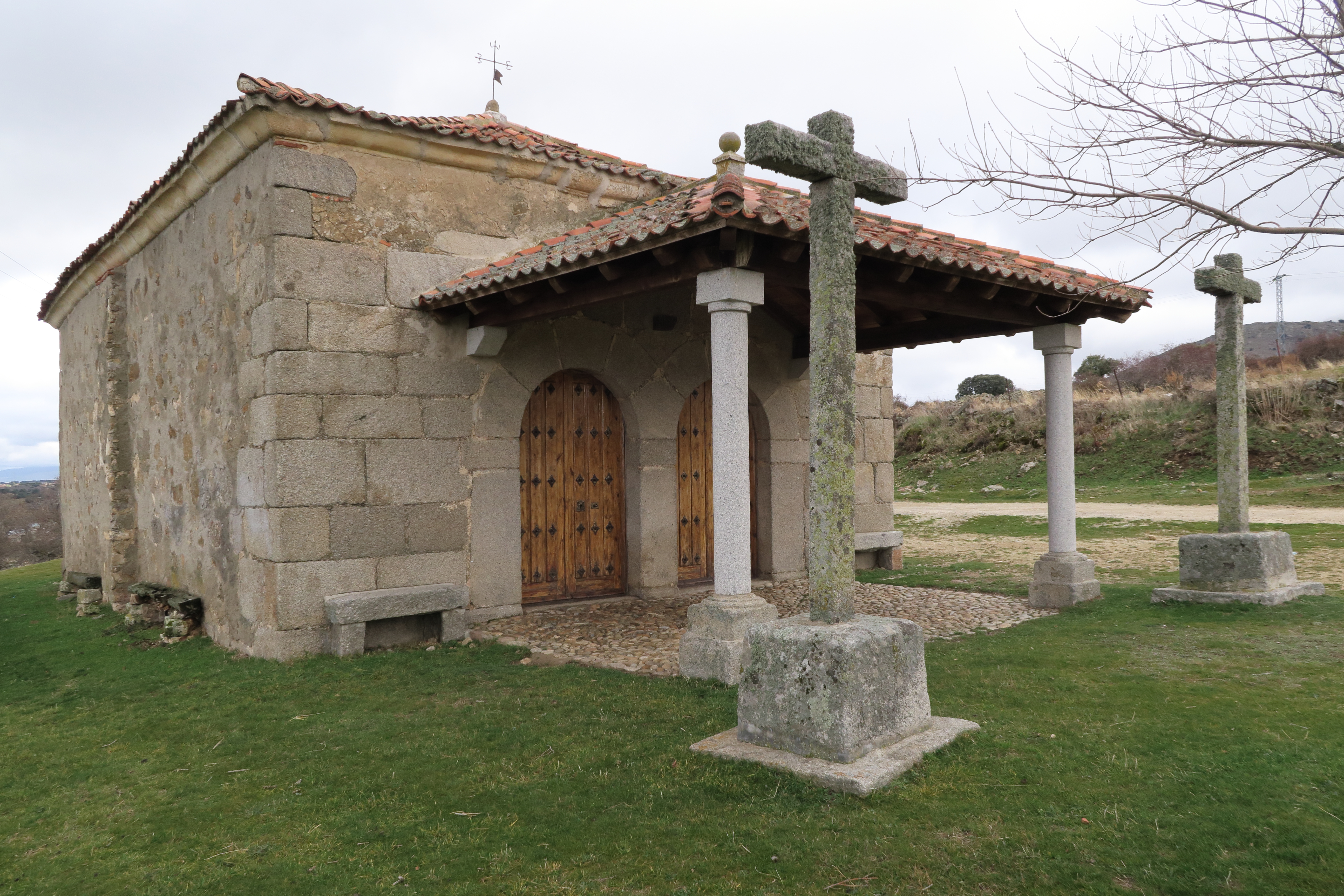
Ermita de San Roque, Otero de Herreros

- Iglesia parroquial de Otero de Herreros, dedicada a los santos niños y mártires alcalaínos Justo y Pastor, siendo un sobrio y monumental edificio del gótico tardío (s. XVI), a cuyos pies se instala una torre de tres cuerpos remontada por una espadañuela. Su planta es de una sola y catedralicia nave, que está cubierta con espléndidas bóvedas de crucería. Alberga en su interior numerosos retablos barrocos, pinturas, esculturas, piezas de plata de diferentes épocas. De entre todo ello destaca su retablo mayor barroco obra de Miguel de Prado y Nicolás Zozaya y pinturas sobre lienzo de Francisco Camilo. Entre los objetos de plata debemos resaltar que este templo posee una de las mejores colecciones de toda la provincia de Segovia, sobresaliendo la cruz parroquial plateresca (s. XVI) y la custodia de sol (s. XVIII), ambas obras de plateros segovianos.
- Casona del Moral en la plaza de la Nava, edificada en 1870 por el ilustre prócer segoviano Carlos de Lecea
- En los alrededores del pueblo se encuentran la ermita de San Roque, y la de Nuestra Señora de la Adrada un poco más alejada, que es también un edificio gótico de dos naves, dentro del cual se puede contemplar su retablo mayor barroco ejecutado en 1676 por Francisco de Prado.

### Patrimonio inmaterial
Sus fiestas grandes son el primer fin de semana de agosto, estas fiestas son en honor a los Santos Niños Mártires Justo y Pastor. En las fiestas, el pueblo vive grandes momentos de alegría con actuaciones musicales, espectáculos de diversa índole y un gradisimo ambiente gracias a la participación de las diferentes peñas del pueblo. También están muy presentes los vecinos de pueblos limítrofes, y de los no tan cercanos que se acercan hasta allí para vivir unas fiestas apasionantes en las que el jolgorio popular se mezcla con las nuevas tecnologías en cuanto a orquestas se refiere.
Otero de Herreros es un pueblo para el descanso y para el disfrute de jóvenes y mayores, un lugar tranquilo en la provincia de Segovia al que se recomienda visitar para contemplar su belleza.